# Extranet

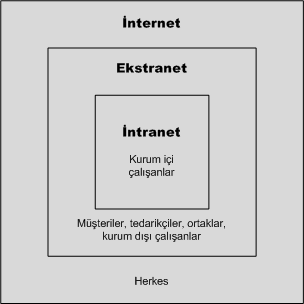

Extranet là một mạng máy tính cho phép kiểm soát truy cập từ bên ngoài.
Trong mô hình kinh doanh doanh nghiệp với doanh nghiệp (B2B) một extranet có thể được xem như một phần mở rộng của mạng nội bộ của một tổ chức được mở rộng cho người dùng bên ngoài tổ chức, các nhà cung cấp hoặc các đối tác bên ngoài tại các địa điểm từ xa.
Ngược lại,với mô hình kinh doanh với người tiêu dùng (B2C)  liên quan đến các máy chủ được biết đến của một hoặc nhiều công ty, giao tiếp với người tiêu dùng sử dụng trước đó chưa biết.  Extranet là tương tự như một DMZ ở chỗ nó cung cấp quyền truy cập vào các kênh dịch vụ cần thiết cho các đối tác mà không cấp quyền truy cập vào toàn bộ mạng của một tổ chức.

### Mối quan hệ với một mạng nội bộ
Mối quan hệ với một mạng nội bộ (intranet): Extranet liên kết với mạng intranet của những đối tác kinh doanh thông qua internet
Các kết nối giữa những người bên ngoài và các nguồn tài nguyên nội bộ thường yêu cầu đảm bảo thông qua qua: tường lửa, máy chủ quản lý, giấy phát hành và  giấy chứng nhận sử dụng  kỹ thuật số hoặc phương tiện tương tự như xác thực người dùng, mã hóa tin nhắn và sử dụng mạng riêng ảo (VPN) đường hầm thông qua các mạng công cộng.

### Ưu điểm
- Trao đổi khối lượng lớn dữ liệu nhờ  trao đổi dữ liệu điện tử (EDI)
- Độc quyền chia sẻ sản phẩm với các đối tác.
- Hợp tác với các công ty khác để nỗ lực phát triển chung
- Cùng nhau phát triển và sử dụng các chương trình đào tạo với các công ty khác
- Cung cấp hoặc truy cập vào các dịch vụ được cung cấp bởi một công ty với một nhóm các công ty khác.

### Nhược điểm
- Extranet có thể tốn kém để thực hiện và duy trì trong một tổ chức (ví dụ, phần cứng, phần mềm, chi phí đào tạo nhân viên), nếu tổ chức trong nội bộ chứ không phải là một nhà cung cấp dịch vụ ứng dụng.
- An ninh của Extranet có thể là một mối quan tâm khi lưu trữ thông tin có giá trị hoặc độc quyền.